# Социал-демократическая партия Таджикистана
Социа́л-демократи́ческая па́ртия Таджикиста́на (тадж. Ҳизби сотсиал-демократии Тоҷикистон), сокр. СДПТ (тадж. ҲСДТ) — официально зарегистрированная левоцентристская оппозиционная политическая партия социал-демократического толка в Таджикистане. За всю свою историю пока ни разу не получала мест в парламенте Таджикистана.

## История
Первый учредительный съезд партии состоялся 18 марта 1998 года, через несколько месяцев после окончания гражданской войны (1992-1997). Изначально партия называлась «Справедливость и развитие» (тадж. «Адолат ва тараққиёт»), и объявила себя оппозиционной по отношению к действующей власти, которая тогда состояла из смеси неокоммунистических и коммунистических сил во главе с президентом Эмомали Рахмоновым, и влившимися во власть согласно Комиссии по национальному примирению разношёрстными представителями Объединённой таджикской оппозиции. Партия «Справедливость и развитие» получила официальную регистрацию в Министерстве юстиции Республики Таджикистан только спустя 324 дня после своего основания — 6 февраля 1999 года. В апреле 1999 года партия выступила одним из инициаторов создания Консультативного совета политических партий Таджикистана (КСППТ), куда вошли пять партий и два общественно-политических движений оппозиционного толка. Партия восприняла резко негативно саму идею проведения и итоги всенародного конституционного референдума 26 сентября 1999 года, из-за чего уже ко 2 сентябрю 1999 года, через несколько попыток Верховный суд Республики Таджикистан по надуманным причинам вынес решение о приостановлении деятельности партии «Справедливость и развитие», из-за чего партия лишилась возможности выдвинуть своего кандидата на предстоящих президентских выборах 6 ноября 1999 года. Вероятной причиной ликвидации и запрета партии являлись связи лидеров партии «Справедливость и развитие» с опальным премьер-министром Таджикистана в 1992-1993 годах Абдумаликом Абдулладжановым, который уже в 1993 году перешёл в оппозицию по отношению к режиму Эмомали Рахмонова (был его единственным соперником на президентских выборах 1994 года, официально набрав 34,7 %) и в конце 90-х годов был вынужден покинуть Таджикистан, но продолжал влиять через своих многочисленных сторонников на политические процессы в стране. 
20 декабря 2002 года состоялся второй в истории учредительный съезд партии при участии бывших лидеров, активистов и членов ликвидированной два года назад партии «Справедливость и развитие», на котором было решено назвать «реинкарнировавшуюся» партию «Социал-демократической партией Таджикистана». В тот же день партия была официально зарегистрирована Министерством юстиции Республики Таджикистан, так как в тот период в Таджикистане существовала относительная свобода слова и частичная демократия из-за гибридной власти, состоящей из неокоммунистов и коммунистов с одной стороны, и с либерально-демократическими, исламскими и националистическими силами с другой.
Очередные парламентские выборы 2005 года Социал-демократическая партия Таджикистана бойкотировала, обвинив действующий режим к склонности сфальсифицировать итоги выборов, считая результаты выборов уже решёнными в пользу правящей Народно-демократической партии Таджикистана во главе с ее лидером — президентом Эмомали Рахмоновым. Очередные президентские выборы 2006 года Социал-демократическая партия бойкотировала наряду с Демократической партией Таджикистана и Партией исламского возрождения Таджикистана из-за недопустимого согласно Конституции Таджикистана правила о не более двух президентских сроков подряд, и фактически антиконституционного решения по итогам всенародного референдума 2003 года, где «обнулились» два предыдущих президентских срока Эмомали Рахмонова. Эти три оппозиционные партии также выразили полную уверенность в фальсификациях итогов выборов, призывая остальных оппозиционных партий и население бойкотировать выборы. 
Социал-демократическая партия Таджикистана несмотря на скептицизм ряда своих активистов впервые в своей истории участвовала в парламентских выборах 2010 года. По официальным итогам выборов СДПТ набрала 0,72 % голосов, став предпоследней из восьми партий, участвовавших на выборах, не преодолев требуемый для вхождения в парламент пятипроцентный барьер. Очередные президентские выборы 2013 года СДПТ наряду с Партией исламского возрождения Таджикистана вновь бойкотировала, так как ЦИК Таджикистана не зарегистрировала и не допустила к выборам единого от этих двух оппозиционных партий кандидата — известную диссидентку и правозащитницу, лауреата ряда международных наград и премий Ойнихол Бобоназарову, выступающую за демократизацию Таджикистана.
СДПТ участвовала на очередных парламентских выборах 2015 года, но по официальным данным вновь не смогла преодолеть необходимый пятипроцентный барьер, набрав всего 0,5 %, занимая на этот раз уже последнее — восьмое место. На очередных парламентских выборах 2020 года СДПТ набрала по официальным данным всего 0,3 %, вновь заняв последнее место на выборах, став на этот раз уже единственной партией на этих выборах, которая не смогла пройти в парламент. На очередных президентских выборах 2020 года СДПТ пока не выдвинула своего кандидата, и неизвестно, будет ли партия в них участвовать, или снова их бойкотирует.
Зампредседателя партии Шухрат Кудратов в июле 2014 года был арестован по обвинению во взяточничестве и мошенничестве, а 13 января 2015 года был приговорен к 9 годам лишения свободы. Human Rights Watch назвала уголовное дело против Кудратова «политически мотивированным», и признала его узником совести.
Весной 2016 года СДПТ заявила, что партийцы отказываются принимать участие в комиссии по подготовке к конституционному референдуму, так как предложенные властями поправки не послужат демократизации таджикского общества. Поправки дают возможность действующему президенту переизбираться неограниченное число раз.

## Руководство партии
Председатель партии — Рахматилло Хамидович Зойиров. Первый заместителя председателя СДПТ — Шокирджон Хакимов.

## Оценки и анализ партии
Некоторые эксперты считают, что СДПТ является единственной реальной оппозиционной партией в стране, действующей на законных основаниях. Социал-демократы принимали участие во многих парламентских выборах в стране, но ни разу не смогли официально преодолеть 5%-ый барьер или победить в одномандатных округах. Руководство СДПТ  обвиняет  власти страны в давлении.
- 28 февраля 2010 года не преодолела 5-процентный барьер на парламентских выборах и не получила места в палате представителей Высшего собрания Республики Таджикистан[3].
- 6 ноября 2013 года СДПТ бойкотировала президентские выборы, заявляя, «что исход голосования для них был известен заранее, однако озвученные данные ЦИК они считают намеренно завышенными»[4].
- В 2015 году партия  не преодолела 5-процентный барьер на парламентских выборах. По мнению лидера партии Рахматилло Зойирова, официальные результаты выборов не соответствовали действительности, голоса избирателей были сфальсифицированы.
- 1 марта 2020 года партия не преодолела 5-процентный барьер на парламентских выборах.

## Результаты на парламентских выборах
| Выборы | Мандаты |
| ------ | ------- |
| 2010   | 0 из 63 |
| 2015   | 0 из 63 |
| 2020   | 0 из 63 |